# 린핑 스포츠 센터 스타디움
린핑 스포츠 센터 스타디움(중국어 간체자: 臨平體育中心體育場)는 중국 저장성 항저우시 위항구에 있는 다목적 경기장이다.